# ایستگاه راه‌آهن اقلید
ایستگاه راه‌آهن اقلید یک ایستگاه راه‌آهن در اقلید، استان فارس است. این ایستگاه در میانه خط‌آهن شیراز-اصفهان و شیراز-یزد قرار دارد. گرداننده این ایستگاه شرکت راه‌آهن جمهوری اسلامی ایران است.
| ایستگاه قبلی       |  | شرکت راه‌آهن جمهوری اسلامی ایران |  | ایستگاه بعدی      |
| ------------------ |  | ------------------------------- |  | ----------------- |
| صفاشهربه سمت شیراز |  | راه‌آهن ایران                    |  | ابرکوهبه سمت مشهد |
| صفاشهربه سمت شیراز |  | راه‌آهن ایران                    |  | آبادهبه سمت تهران |